# محمد مؤمن
محمد دانش‌زاده قمی (۲۳ دی ۱۳۱۶ – ۲ اسفند ۱۳۹۷) مشهور به محمد مؤمن، روحانی و فقیه ایرانی و از فقهای شورای نگهبان و نماینده ادوار مجلس خبرگان رهبری و همچنین عضو شورای بازنگری قانون اساسی در سال ۱۳۶۸ بود.
به گفته رسانه‌های ایران، او از شخصیت‌های تأثیر گذار در نظام جمهوری اسلامی است که علاوه بر عضویت در شورای بازنگری قانون اساسی در سال ۱۳۶۸، به عنوان یکی از اعضای شورای نگهبان تأثیر زیادی در تحولات نظام جمهوری اسلامی بر جای گذاشته‌است.
او از مجتهدین معاصر بود که از اواسط دوره اول شورای نگهبان (یعنی از سال ۱۳۶۲) با حکم سید روح‌الله خمینی به عضویت فقهای شورای نگهبان منصوب شد و تا ۱۳۹۷ عضو این شورا بود. وی همچنین عضو مجلس خبرگان در چندین دوره بوده‌است. محمد مؤمن آخرین بار در ۲۵ تیر ۱۳۹۲ با حکم علی خامنه‌ای، در سمت خود (فقیه شورای نگهبان) ابقاء شد.

## اوایل زندگی
محمد مؤمن، در ۲۳ دی‌ماه سال ۱۳۱۶ در قم متولد شد. تحصیلات مقدماتی را در قم و ابتدا در مکتب خانه و سپس در «مدرسه جامع تعلیمات دینی» گذراند و همزمان به تحصیل در حوزه علاقه‌مند شد. او زیر نظر افرادی چون سید روح‌الله خمینی، سیدمحمد حسین طباطبایی، علی مشکینی، مرتضی حائری و سید محمدرضا گلپایگانی به درجه اجتهاد دست یافت.
مؤمن در سال ۱۳۷۴ در جریان تصادف شدیدی در راه قم به شدت مجروح شد. او پس از این تصادف یک ماه بیهوش و ۴۲ روز بستری بود.
محمد مؤمن قبل از پیروزی انقلاب ۵۷، با عضویت در جامعه مدرسین حوزه علمیه قم، در مبارزات علیه حکومت محمدرضا پهلوی نقش داشت و این فعالیت‌ها به تبعید خودش و ۲۴ تن از اعضای جامعه مدر سین انجامید. او به تویسرکان تبعید گردید. برادر وی علی مؤمن در انتخابات میان دوره ای ۱۳۹۸ به مجلس خبرگان انتخاب شد.

## نظریات
او به همراه برخی علمای دیگر، اقتدارگراترین تبیین نظریه نصب و اختیارات فقیه حاکم در نظام جمهوری اسلامی ایران را ارائه داده‌است؛ ثانیاً حضور طولانی او در منصب فقهای شورای نگهبان، حداقل در برخی موارد، باعث تزریق عملی این نظریه در تصمیم سازی‌ها، قوانین و برخی جهت‌گیری‌های راهبردی مرتبط با شورای نگهبان بوده‌است.
نظریات وی پیرامون ولایت فقیه شبیه به نظرات محمدتقی مصباح یزدی و سید کاظم حائری بوده و ولایت مطلقه فقیه را در مقابل دموکراسی می‌دانست. وی در نقد وکالت، انتخاب، یا حتی انشای ولایت از طریق بیعت، نه تنها انتخاب حاکمان را از حق الناس و حقوق مردم نمی‌داند، بلکه حتی از حقوق مشترک بین خدا و مردم نیز نمی‌داند و به تصریح می‌گوید: «صرفاً حق الله است و از حقوق مشترکه به این معنی که مردم بیایند به امام و ولی امر اختیار بدهند، نیست».
در خصوص رابطه ولی امر و شورا، وی معتقد بود مجلس شورای مقننه، نه «وکیل» و «عصاره ملت» که صرفاً بازوی تقنینی ولی امر است و لاجرم تابعی از مصلحت و اراده اوست. به نظر مؤمن، «راه بهتر با اصول شرعی آن است که گروهی اسلام‌شناس زبر دست و فقیه عالم مقام، مسئول تدوین… احکام فراگیر اسلام باشند و از طرح و تصویب این احکام در مجلس شورای اسلامی که اکثریت نمایندگانش در این مرتبه از شناخت احکام نیستند، خودداری شود تا حدود الهی تحت تأثیر افکار ناآشنایان به موازین شرعی قرار نگیرند.»

## مسئولیت‌ها
- عضویت فقهای شورای نگهبان (هفت دوره)
- عضو مجلس خبرگان رهبری (پنج دوره)
- نائب رئیس مجلس خبرگان رهبری
- عضو شورای بازنگری قانون اساسی
- عضو شورای عالی قضایی
- رئیس دادگاه عالی انقلاب اسلامی (دادگاه عالی قم)
- مسئول انتخاب و اعزام قضات شرع دادگاه‌های انقلاب در سراسر کشور به دستور سید روح‌الله خمینی
- عضو شورای عالی سیاستگذاری و رئیس حوزه علمیه قم
- عضو جامعه مدرسین حوزه علمیه قم
- عضو مجمع جهانی اهل بیت
- رئیس مجمع فقه اهل بیت
- عضو هیئت امنای دانشگاه قم
- رئیس دادگاه عالی قم

## درگذشت
محمد مؤمن در یکم دی ماه ۱۳۹۷ در یکی از بیمارستان‌های قم بستری شد و در ۲ اسفند ۱۳۹۷ در سن ۸۱ سالگی درگذشت ودر حرم فاطمه معصومه به خاک سپرده شد.